# Хохлатка сибирская
Хохлатка сибирская (лат. Corydalis sibirica) — вид травянистых растений рода Хохлатка (Corydalis) подсемейства Дымянковые (Fumarioideae) семейства Маковые (Papaveraceae).

## Ареал
Китай; Монголия; Россия: Республики Алтай, Бурятия, Сaха (Якутия), Тыва, Камчатский, Красноярский, Приморский, Хабаровский края, Забайкальская, Иркутская, Магаданская области, Чукотский автономный округ. Произрастает вдоль дорог и канав, значительно реже на галечниках, в лесу, на гарях, нарушенных участках; 200—1200 м над уровнем моря.

## Ботаническое описание
Стержнекорневой однолетник (5) 10—40 (70) см высотой. Стебли гранистые, ветвистые, облиственные. Листья дважды или трижды тройчатые, перисто-рассечённые, длинночерешковые, с расширенным основанием. Листовая пластинка в очертании яйцевидная или широкояйцевидная.
Соцветие — кисть. Прицветники травянистые, часто с фиолетовой верхушкой, цельные, эллиптические или ланцетные, заостренные, 5—7 мм длиной, 1,5—2 мм шириной. Цветоножки 2—3 мм длиной, при плодах 4—7 мм длиной. Чашелистики плёнчатые, белые, неправильной формы, с бахромчатым краем, менее 1 мм длиной. Венчики жёлтые, 5—9 мм длиной, в месте прикрепления цветоножки 1,5—2 мм шириной. Шпорец мешковидный, треугольный, 2—3 мм длиной. Нектарник не доходит до конца шпорца на 1,5 мм. Нижний наружный лепесток с прямоугольным бугром, иногда с зачатком шпорца в основании. Наружные лепестки с волнистым отгибом и остриём на верхушке. Рыльце в очертании квадратное, с 4 апикальными папиллами. Коробочки булавовидные, 7—15 мм длиной, 3—4 (5) мм шириной, с двумя рядами семян. Столбик 2 мм длиной. Семена округлые, чёрные, блестящие, с гладкой поверхностью, 1,5 мм в диаметре, с маленькой выпуклой карункулой, прижатой к телу семени.

## Значение и применение
В Верхоянском улусе отмечено хорошее поедание северным оленем (Rangifer tarandus). Кормовое пастбищное растение для крупного рогатого скота. Увеличивает надои молока.